# 2005 en photographie
| Années de la photographie : 2002 - 2003 - 2004 - 2005 - 2006 - 2007 - 2008    |
| Décennies de la photographie : 1970 - 1980 - 1990 - 2000 - 2010 - 2020 - 2030 |

Cet article présente les faits marquants de l'année 2005 en photographie.

## Événements
- Le Metropolitan Museum of Art de New York acquiert la Gilman Paper Company Collection, une collection privée d'épreuves photographiques et de négatifs constituée dans la seconde moitié du XXe siècle : composée de plus de 8 500 pièces, elle comprend notamment des œuvres de William Henry Fox Talbot, Lewis Carroll, Gustave Le Gray, Olympe Aguado et Alphonse Bertillon[1],[2].
- L'Académie des beaux-arts, membre de l'Institut de France, crée une section photographie[3].
- Ouverture à Paris de Photo12 Galerie, galerie d'art spécialisée dans la photographie contemporaine figurative du XXe siècle, fondée par Valérie-Anne Giscard d'Estaing.
- À la suite d’un plan d’économie drastique, les 67 Galeries Fnac consacrées à la photographie encore existantes en France sont fermées[4] et remplacées par treize « galeries phares », situées à Paris (Forum des Halles, Montparnasse et Ternes), Lille, Strasbourg, Lyon-Bellecour, Bordeaux, Nantes, Poitiers, Rouen, Nice, Perpignan et Toulouse.
- La firme japonaise Konica Minolta commercialise le Konica Minolta Dynax 5D , un appareil photographique reflex numérique.
- Création de la revue Infra-mince, consacrée à la photographie contemporaine, par l'École nationale supérieure de la photographie à  Arles[5].
- La holding AgfaPhoto, créée par Agfa-Gevaert en 2004 pour regrouper ses activités de photographie grand public et de produits optiques (projecteurs, caméras), fait faillite[6].

## Livres de photographies
- Richard Avedon, Woman in the Mirror, New York, Abrams, 246 p.  (ISBN 0-8109-5962-3).
- Denis Brihat, Le Jardin du monde, textes de Michel Tournier, Charles-Henri Favrod, 133 p., Bazas, La Photographie à Aix-en-Provence/Le Temps qu'il fait •  (ISBN 978-2-86853-447-7).
- Gianni Berengo Gardin, Gianni Berengo Gardin, monographie la plus complète de l'œuvre du photographe italien, textes de Goffredo Fofi et Frank Horvat, 440 p., Éditions Contrasto •  (ISBN 978-8-88903-272-5).
- Herb Ritts, Notorious, avec 120 photos imprimées en bichromie de portraits pratiquement inédits de personnalités connues du monde de l'art, du divertissement et de la littérature, telles que Madonna, Jack Nicholson, Elizabeth Taylor, William Burroughs, , etc., 168 p., New York, Éditions Bulfinch Press •  (ISBN 978-0-82121-911-9).
- Willy Ronis, Instants dérobés, texte de Jean-Claude Gautrand, 192 pages, Cologne, Taschen •  (ISBN 978-3-82283-958-4)
- Edward Weston, Portraits, réunissant la première collection publiée des plus beaux portraits dans l'œuvre de Weston, préface de Cole Weston, essai biographique de Susan Morgan, 96 p., Aperture (en) •  (ISBN 978-0-89381-647-6)

## Films sur la photographie
- Ludi Boeken et Michael Alan Lerner (en) Deadlines, inspiré par la vie de Michael Alan Lerner, à partir de ses expériences de reporter pendant qu'il couvrait la guerre du Liban.

## Expositions
- 22 janvier - 24 avril : The 60's in Canada, Musée des beaux-arts du Canada et Musée canadien de la photographie contemporaine, Ottawa[7].
- 23 février - 4 mai : Pierre Gonnord, Maison européenne de la photographie, Paris[8].
- 15 avril - 13 juillet : Adolphe et Georges Giraudon : une bibliothèque photographique, Archives départementales du Cher, Bourges[9]

puis : 13 avril- 9 juin : Musée Rodin, Paris.
- 31 mai - 16 octobre : Doisneau chez les Joliot-Curie. Un photographe au pays des physiciens, Musée des Arts et Métiers, Paris.
- 10 juin - 29 août : Seelenverwandt : Ungarische Fotografen 1914-2003, Martin-Gropius-Bau, Berlin.
- 3 juillet - 18 septembre : Lothar Wolleh : eine Wiederentdeckung ; Fotografien 1959 - 1979, Kunsthalle de Brême

l'exposition est ensuite présentée au Stadtmuseum de Hofheim am Taunus, au Kunstmuseum d’Ahlen et de mars à avril 2007 au Ludwig Museum de Coblence.
- 21 septembre - 29 octobre : Gloedeneries caravavesques. Wilhelm von Gloeden, Wilhelm von Plüschow, Vincenzo Galdi, Galerie Au Bonheur du Jour, Nicole Canet, Paris.
- 19 octobre - 15 janvier 2006 : La photographie pictorialiste en Europe : 1888-1918, Musée des Beaux-Arts, Rennes[10].

- Garry Winogrand and American Street Photographers : Mitch Epstein, Lee Friedlander, Joel Meyerowitz et Henry Wessel Jr., Fotografiemuseum, Amsterdam.
- Jeff Wall, Photographs 1978 - 2004, Schaulager, Bâle[11],[12].

## Études, essais, articles
- Annie Ernaux et Marc Marie, L'Usage de la photo, Paris, Gallimard, coll. « Blanche », 160 p.  (ISBN 978-2070773763).
- Martin Parr et Gerry Badger (trad. Virginie de Bermond-Gettle et Anne-Marie Terel), Le livre de photographies : une histoire. Volume 1, Paris, Phaidon, 320 p. (ISBN 0-7148-9483-4)[13].

## Festivals et congrès photographiques
- 11 juin - 12 juin : 103e congrès de la Fédération photographique de France à Marly-le-Roi.
- juin - juillet : 8e édition de PHotoEspaña à Madrid[14].
- 5 juillet - 18 septembre : 36es Rencontres de la photographie d'Arles[15]
- 27 août - 11 septembre : Visa pour l'image à Perpignan.
- 3 septembre - 25 septembre : 9es Journées photographiques de Bienne en Suisse[16].
- novembre - décembre : 6es Rencontres africaines de la photographie à Bamako au Mali ; thème : Un autre monde[17].

## Prix et récompenses
- Prix Niépce : Elina Brotherus.
- Prix Nadar : No man's land. Larry Towell (catalogue d'exposition, Fondation Henri Cartier-Bresson), Paris, éditions Textuel, 2005  (ISBN 2-84597-144-3) ; mention spéciale du jury : Olivia Colo, Wilfrid Estève et Mat Jacob (dir.), Photojournalisme à la croisée des chemins : le guide, Paris, Marval et EMI-CFD, 2005  (ISBN 2-86234-375-7).
- Prix Arcimboldo : Patrick Fournial
- Prix Henri-Cartier-Bresson : Fazal Sheikh (de).
- Prix HSBC pour la photographie : Éric Baudelaire et Birgitta Lund.
- Prix Bayeux-Calvados des correspondants de guerre : Jim MacMillan, Associated Press.
- Prix Roger-Pic : Martin Kollar pour sa série intitulée Nothing special.
- Bourse Canon de la femme photojournaliste : Claudia Guadarrama.
- Prix Picto de la jeune photographie de mode : Vincent Gapaillard.
- Prix Voies Off : ex æquo Joakim Eneroth et Josef Schulz.
- Prix Erich-Salomon : Horst Faas.
- Prix Oskar-Barnack : Guy Tillim.
- Prix culturel de la Société allemande de photographie : Wilfried Wiegand.
- Le Prix Citigroup Photography décerné par Deutsche Börse prend le nom de Prix Deutsche Börse ; lauréat : Luc Delahaye.
- Prix Hansel-Mieth : Francesco Zizola (photographie) et  Dimitri Ladischensky (de) (texte).
- Prix du duc et de la duchesse d'York : Karen Henderson.
- Prix national de la photographie : Ouka Leele[18].
- Prix Ansel-Adams : Larry Allen.
- Prix W. Eugene Smith : Pep Bonet.
- Prix Pulitzer : 
  - Prix Pulitzer de la photographie d'article de fond (Pulitzer Prize for Feature Photography) :  Dean Fitzmaurice du San Francisco Chronicle, pour le reportage photographique sur les efforts d'un hôpital d'Oakland pour soigner un enfant irakien gravement blessé par une explosion.
  - Prix Pulitzer de la photographie d'actualité (Pulitzer Prize for Breaking News Photography) : l'équipe d'Associated Press, pour sa série de photographies sur les combats dans les villes irakiennes.
- Prix Robert Capa Gold Medal : Chris Hondros, Getty Images, Une nuit à Tal Afar[19].
- Prix Inge-Morath : Mimi Chakarova.
- Infinity Awards : 
  - Prix pour l'œuvre d'une vie : non attribué.
  - Prix Cornell-Capa : Susan Meiselas.
  - Prix de la publication Infinity Award : (en) Chris Boot (éditeur scientifique) (photogr. Henryk Ross), Lodz Ghetto Album, Londres, Archive of Modern Conflict, 2004, 157 p.
  - Infinity Award du photojournalisme : The New Yorker.'
  - Infinity Award for Art : Loretta Lux.
  - Prix de la photographie appliquée : Deborah Turbeville.
- Création des Lucie Awards :
  - Lucie Award pour l'œuvre d'une vie : William Klein.
  - Lucie Award in Fine Art : Lucien Clergue.
  - Lucie Award du photojournalisme : Antonin Kratochvil.
  - Lucie Award de la photographie documentaire : Larry Clark.
  - Lucie Award de la photographie humanitaire : Zana Briski.
  - Lucie Award du portrait : Harry Benson.
  - Lucie Award de la photographie de sport : Ozzie Sweet.
  - Lucie Award de la photographie d'architecture : Timothy Griffith.
  - Lucie Award de la photographie de mode : Peter Lindbergh.
  - Lucie Award de la photographie de publicité : Hiro.
  - Lucie Award de la femme photographe : non décerné.
  - Lucie Award visionnaire : non décerné.
  - Spotlight Award : non décerné.
  - Lucie Award spécial : Richard Avedon, Eddie Adams, Jocelyne Benzakin, Robert Sobieszek.
- Prix Higashikawa. Photographe japonais : Hotarō Koyama ; photographe étranger : Kim Nyung-man ; photographe espoir : Kenji Kohiyama ; prix spécial : Ryōko Suzuki.
- Prix Kimura Ihei : Ryūdai Takano.
- Prix Ken-Domon : Eiichirō Sakata.
- Prix de photographie de Sagamihara : Masaru Gotō.
- World press Photo de l'année :  Arko Datta, photographie d'une femme pleurant un parent tué à Cuddalore dans le sud de l'Inde, après le tsunami provoqué par le séisme de 2004[20].
- Centenary Medal de la Royal Photographic Society : David Bailey.
- Prix international de la Fondation Hasselblad : Lee Friedlander.
- Prix suédois du livre photographique : Lennart af Petersens et Åke Hedström, Ljuset och rummet [Lumière et espace], Stockholm, éditions Wahlström et Widstrand, 2004, 277 p.  (ISBN 9789146204503).
- Prix Lennart-Nilsson : Frans Lanting.
- Prix Lennart af Petersens : Gunnar Smoliansky.
- Grand prix de photographie de la Fondation vaudoise pour la culture : Monique Jacot.
- Prix Haftmann : Robert Ryman.
- Prix national vénézuélien de la photographie : José Joaquín Castro.

## Décès
- 2 janvier : Charles Paul Wilp, photographe publicitaire allemand, né le 15 septembre 1932.
- 16 janvier : Yoshito Matsushige, photojournaliste japonais, né le 2 janvier 1913.
- 21 février : Zdzisław Beksiński, artiste et photographe polonais, né le 24 février 1929.
- 8 mars : Peter Keetman, photographe allemand, né le 27 avril 1916.
- 10 mars : Serge Vandercam, artiste et photographe belge, né le 30 mars 1924.
- 11 mars : Humphrey Spender, photographe britannique, né le 10 avril 1910.
- 20 mars : Walter Reuter, photographe et réalisateur allemand actif au Mexique, né le 4 janvier 1906.
- 2 mai : Senzō Yoshioka, photographe japonais, né le 15 décembre 1916.
- 18 mai : Jack Garofalo photographe et grand reporter français, né le 11 juin 1924.
- 27 mai : Gilles Ehrmann, photographe français, né le 3 septembre 1928[21].
- 29 mai : Charlotte March, photographe allemande, née le 8 octobre 1930.
- 11 juillet : Renate Rössing, photographe allemande, née le 15 avril 1929.
- 3 août : Roland Castro, photographe belge liégeois, né le 7 février 1948.
- 18 août : Freddy Alborta, photographe et cinéaste bolivien, né en 1932.
- 21 août : 
  - Zbigniew Dłubak, théoricien de l'art, peintre et photographe polonais, né le 26 avril 1921.
  - Horst Tappe, photographe portraitiste allemand, né le 13 mai 1938.
- 15 septembre : Aleksandar Ravlić, journaliste et photographe bosnien, né en 1929.
- 19 novembre : Jean Rigaud, écrivain et photographe français, né le 23 décembre 1924.
- 24 novembre : Béchir Manoubi, reporter-photographe sportif tunisien, né en 1930.
- 30 décembre : Kurt Blum, photographe et réalisateur suisse de films documentaires, né le 25 août 1922.
- Date précise inconnue ou non renseignée :
  - Masaaki Nakagawa, photographe japonais, né en 1943.
  - Hichirō Ouchi, photographe japonais, né en 1913.

## Célébrations
Centenaire de naissance
- Ruth Bernhard
- Kattina Both
- Edmond Dauchot
- Charles Clyde Ebbets
- Ed van der Elsken
- Jean Fage
- Éli Lotar
- Ernesto Ocaña Odio
- Joaquín del Palacio
- Roger Parry
- Ruth Robertson
- Eric Schaal
- Yukio Tabuchi
- Alfred Tritschler
- Noboru Ueki
- Todd Webb
- Jean de Wouters
- Walter Zapp

Centenaire de décès
- Eugène Appert
- John Carbutt
- Lala Deen Dayal
- Amédée Denisse
- Tancrède Dumas
- Heinrich Eckert
- Jonathan Adagogo Green
- Isidore van Kinsbergen
- Lafon de Camarsac
- Léon-Eugène Méhédin
- Achille Mélandri
- Séraphin-Médéric Mieusement
- Jacob Olie
- Marcel Rol
- Lipót Strelisky
- John Thomas
- Louis-Prudent Vallée
- François Willème
- Alejandro Witcomb

Bicentenaire de naissance
- Auguste Belloc
- Edward King-Tenison
- Jessie Mann (en)
- Abel Niépce de Saint-Victor
- Luigi Sacchi (en)
- Gustave Souquet
- Carl Ferdinand Stelzner

Bicentenaire de décès
- Thomas Wedgwood